# مخدر الجوكر

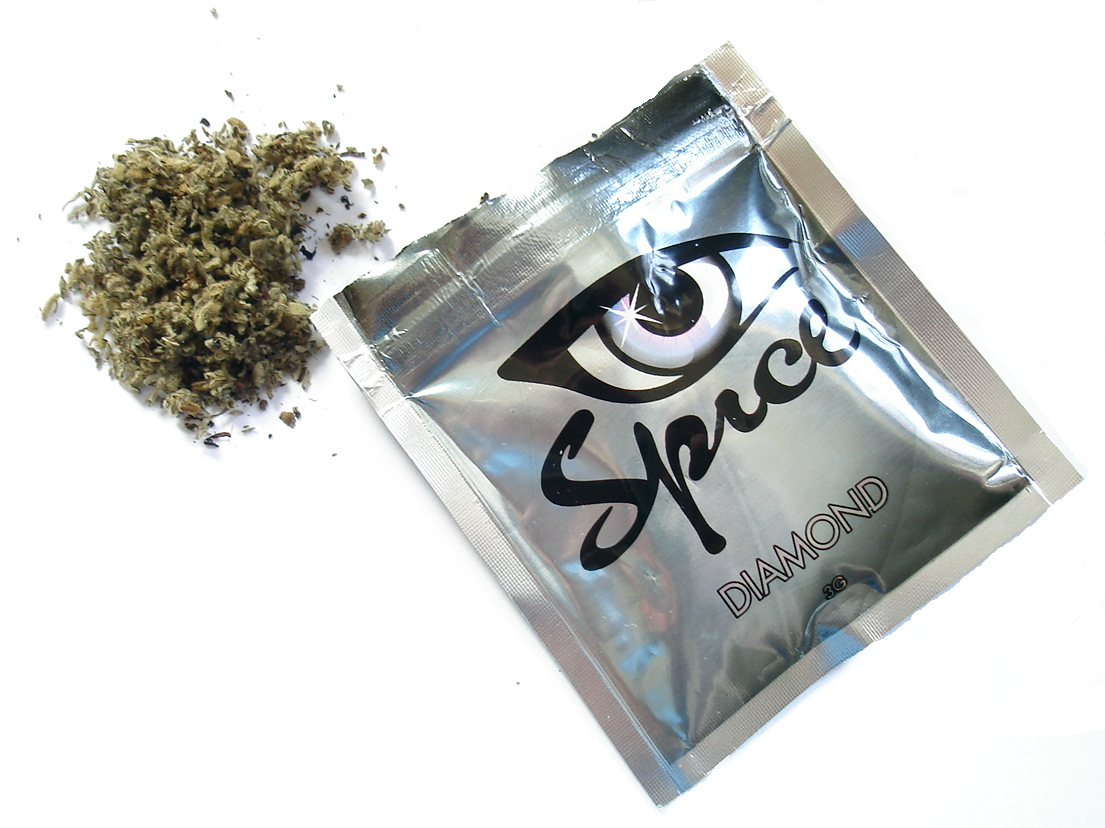
كيس ومحتوياته من "العلامة التجارية" المسماة "Spice" التي تحوي كانابينويدات اصطناعية, وهي تعتبر غير قانونية حاليا في معظم دول العالم.

مخدر الجوكر أو ما يعرف علميا باسم الكانابيتويدات الاصطناعية هو مجموعة من العقاقير المصممة تختلف كيميائيا عن المواد الكيميائية الموجودة في الحشيش لكنها تباع بدعوى أنها تعطي نفس تأثيرات الحشيش. عندما يتم رش هذه المواد الكيميائية أو نقعها في مادة أساسية والتي تكون غالبا مشتقة من النباتات وبعد ذلك وبشكل مضلل تسمى النبتة المحتوية على تلك المادة الكيميائية بالماريغوانا الاصطناعية. تباع هذه المنتجات لغايات استعمال العقاقير الاستجمامي.
العقارات المخدرة الاصطناعية هي مجموعة متزايدة من المواد الكيميائية المصنعة والمسببة للهلوسة وهي عادة إما ترش على المواد النباتية المجففة والمبشورة بحيث يمكن تدخينها (البخور العشبية)، أو تباع على شكل سوائل يمكن تبخيرها واستنشاقها في السجائر الإلكترونية وغيرها من الأجهزة (البخور السائل).
وتسمى هذه المواد كانابينويدات لأنها تتشابه مع مواد كيميائية موجودة في نبات الماريجوانا.  وبسبب هذا التشابه، يطلق البعض على هذه المواد المخدرة الاصطناعية أسماء مضللة مثل «الماريجوانا الاصطناعية» (أو «الاعشاب الزائفة»)، وغالبا ما يتم تسويقها على أنها بدائل «آمنة» وقانونية لهذا المخدر. في الواقع، فإنها تؤثر على الدماغ بقوة أعلى بكثير من الماريجوانا. آثارها الفعلية لا يمكن التنبؤ بها، وفي بعض الحالات، تكون الآثار حادة أو حتى مهددة للحياة.
تصنف هذه المواد المخدرة الاصطناعية ضمن مجموعة من العقاقير تسمى "new psychoactive substances" المؤثرات العقلية الجديدة (NPS). وهي مجموعة عقاقير نفسية (مسببة للهلوسة) غير مراقبة ومتاحة حديثا في السوق. وهي تهدف إلى استنساخ وتقليد آثار المخدرات غير المشروعة. ربما كان بعضا من هذه المواد موجود منذ سنوات ولكن تم إدخالها الأسواق في أشكال كيميائية معدلة أو لاقت إقبالا وشعبية جديدة.
الجهات المصنعة تبيع هذه المنتجات في عبوات تحوي الخلطة العشبية على شكل رقائق ملونة كما تبيع منتجات على شكل سوائل يمكن تبخيرها واستنشاقها، ليتم استخدامها مثل سوائل السجائر الإلكترونية الأخرى، معبأة في عبوات بلاستيكية. يتم تسويق هذه المنتجات تحت مسميات مختلفة من العلامات التجارية الخاصة؛ في السنوات الأخيرة، كانت ماركة الجوكر والسبايس هي الأكثر انتشارا. يوجد الآن مئات من الأسماء التجارية الأخرى، مثل كي تو، المامبا الأسود، الكوش، وايضا الكرو.
لعدة سنوات، كانت خلطات المخدرات الاصطناعية سهلة الشراء ضمن محال المواد الكيميائية التجارية، ومخازن المواد الغريبة، ومحطات الوقود، وطبعا من خلال شبكة الإنترنت. ولأن تلك النوعية من المواد الكيميائية المستخدمة كان لها قدرة عالية على دفع الفرد لإساءة الاستخدام وبدون أي فائدة طبية، قررت السلطات اعتبار عمليات البيع والشراء لهذه المواد غير قانونية. بعض السلطات أعتبرت أن مجرد امتلاك هذه المواد الكيميائية غير قانوني. وكرد فعل تجاري، أصبحت الجهات المصنعة، وفي محاولة لتجاوز هذه القوانين، تتعمد تغيير الصيغ الكيميائية في الخلائط بصورة تخرجها خارج قوائم الحظر مع الحفاظ على الأداء الخاص بهذه العقاقير.
من أسباب انتشارها بين الشباب هو سهولة الحصول عليها، والاعتقاد الخاطئ بأن منتجات المخدرات الاصطناعية هذه مبنية على مواد «طبيعية»، وبالتالي غير مؤذية. السبب الأهم لاستخدامها هو أن معظم اختبارات المنشطات العادية لا يمكنها الكشف عن العديد من المواد الكيميائية المستخدمة في هذه المنتجات.

## تاريخ المخدرات الصناعية
منذ العام 2004، ومختلف أنواع الحشيش الصناعي مثل «سبايس» كانت تباع في سويسرا والنمسا وألمانيا ودول أوروبية أخرى عن طريق شبكة الإنترنت. وعلى الرغم من أن البيع كان يتم على أنها عطور وبخور، إلا أنها كانت تدخن وبكثرة من قبل المتعاطين الذين استخدموها بسبب اعتقادهم بأنها مجرد نوع من أنواع العقاقير الحيوية الطبيعية. وفي ذلك الوقت بدأت المدونات بالكلام عن احساس المدخنين بنشوة الحشيش بعد تدخين تلك الخلطات. وقتها تمتعت تلك المنتجات بشعبية كبيرة وخاصة بين الشباب. ورغم مرور مدد زمنية طويلة على ذلك إلا أن هذه العقاقير ما تزال تباع إلى الآن عبر شبكة الإنترنت في العديد من البلدان دون أي قيود قانونية أو إعتبارت لعمر المستخدم. ما زاد الأمر سوء هو حقيقة أن معظم اختبارات تعاطي المخدرات لم تكن قادرة على الكشف عن استخدام هذه العقاقير.
وفي عام 2008، تم اكتشاف مجموعة من مستقبلات الحشيش الصناعي في مزيج من الدخان تم حصول عليه من الإنترنت ومن بعض المتاجر المتخصصة. كان ذلك الحشيش الصناعي يباع تحت مجموعة من الأسماء التجارية مثل «سبايس الفضي»، «سبايس الذهبي»، «سبايس الماسي»، «نار جزيرة يوكاتان» و«الدخان» 
كان الكيميائيون يصنعون المخدرات الصناعية لأغراض البحث العلمي ومن ذلك:
- عقار CP 47,497، أخذ اسمه من تشارلز فايزر (Charles Pfizer) من شركة فايزر للادوية، تم صنعه في فترة الثمانينيات من القرن العشرين لأغراض البحث العلمي.
- عقار إتش يو-210، وأخذ اسمه من الجامعة العبرية (Hebrew University) في القدس حيث تم تصنيعه لأول مرة في عام 1988. هذا العقار يتمتع بفعالية تتراوح ما بين 100-800 مرات أكثر من THC الطبيعي (المكون المسببة للهلوسة في الماريجوانا) [18]
- عقار JWH-018 وغيره ضمن سلسلة JWH، وهي مجموعة أخذت اسمها من البروفيسور جون ووكر هوفمان (John W. Huffman) من جامعة كليمسون في ساوث كارولينا، وتم تصنيعه في عام 1995.

في عام 2010، استخدمت إدارة مكافحة المخدرات الامريكية سلطات الطوارئ للسيطرة ومنع هذه المواد الكيميائية، وفي عام 2012 صدر قانون حظر المواد الموجودة في الماريجوانا الاصطناعية. خلال تلك الفترة بدأ الكيميائيون بالعمل سرا لإنتاج عقاقير تجريبية جديدة، تحديدا UR-144 وXLR11، التي تحاكي تأثيرات الماريجوانا، لتحل محل تلك التي تم حظرها. في عام 2013، أصبح كل من UR-144 وXLR11 غير قانوني، لكن وفي ذلك الوقت ظهر جيل جديد من الماريجوانا الاصطناعية. والآن هناك أكثر من مائة نوع مختلف من المخدرات الصناعية التي تم تطويرها. ولكون المحتوى الكيميائي في تغير مستمر، أصبح من المستحيل على المتعاطيين معرفة تأثير المخدرات الجديدة عليهم.

## كيفية استهلاك المخدرات الاصطناعية
المتعاطون عادة يدخنون المواد النباتية المجففة التي رشت برذاذ الحشيش الصناعي. في بعض الأحيان يتم خلط الحشيش الصناعي مع الماريجوانا. بعض المتعاطين يشربونه بعد نقعه مثل الشاي. متعاطون أخرون يتحصلون على منتجات الحشيش الاصطناعي ضمن عبوات سائلة يتم استهلاكها بواسطة السجائر الإلكترونية.

## تأثير الحشيش الصناعي على الدماغ
يستهدف الحشيش الصناعي نفس المستقبلات في خلايا المخ، التي تستهدفها المادة النشطة في الماريجوانا، دلتا-9-تتراهيدروكانابينول (THC) المسببة للهلوسة.
للأسف وإلى الآن لم يتم إجراء إلا القليل من الدراسات العلمية لسبر آثار المخدرات الصناعية على الدماغ البشري، ولكن الباحثين يعرفون أن بعض أنواعها يرتبط مع المستقبلات بقوة أكثر من تلك التي ترتبط بها الماريجوانا مع مستقبلات الخلايا المتضررة من مادة THC ، ضمن الماريجوانا. يمكن للمخدرات الصناعية أن تنتج تأثيرات أقوى بكثير من الماريجوانا. أما الأخطار والآثار الصحية الناتجة فلا يمكن التنبؤ.
و لكون التركيب الكيميائي للعديد من منتجات الحشيش الصناعي غير معروف، ويمكن أن تكون عرضة للتغير والتعديل من دفعة لدفعة، ومن تاجر أو مصنع لأخر، فمن المرجح أن تحتوي على مواد مختلفة في كل مرة، وبالتالي، يمكن جدا، أن تنتج تأثيرات مختلفة بشكل كبير على عقول واجسام المتعاطين الذين يستخدمون هذه المنتجات.

## روابط خارجية
- Erowid
- Synthetic cannabinoid profile المركز الأوروبي لرصد المخدرات والإدمان